# Bataille de Bulgnéville
La bataille de Bulgnéville s'est déroulée le 2 juillet 1431 à Bulgnéville, à 20 kilomètres au sud-est de Neufchâteau. Il s'agit d'une bataille pour la succession à la tête du duché de Lorraine après la mort de Charles II. Elle oppose d'une part René d'Anjou, duc de Bar, duc consort de Lorraine  par sa femme Isabelle fille du duc Charles II, futur duc d'Anjou et roi de Naples, allié aux Français, et d'autre part le comte Antoine de Vaudémont, neveu de Charles II, compétiteur de René d'Anjou à la tête du duché de Lorraine et partisan de Philippe le Bon, duc de Bourgogne, allié aux Anglais.

## Les faits
Antoine de Vaudémont dispose de 4 000 cavaliers et 5 000 fantassins commandés par Antoine de Toulongeon, maréchal du duc de Bourgogne. René a l'appui de son beau-frère Charles VII qui lui envoie les troupes du chevalier Arnault Guilhem de Barbazan, un vieux militaire blanchi sous le harnois : 4 500 cavaliers et 6 000 fantassins, sans homogénéité et sans expérience.
René veut prendre possession du comté de Vaudémont et se précipite au-devant des Bourguignons qui cherchent à l'éviter. C'est à un kilomètre à l'ouest de Bulgnéville, entre le village de Vaudoncourt et le ruisseau de l'Anger, qu'a lieu le 2 juillet 1431 un affrontement qui restera longtemps dans les mémoires.
Les Bourguignons s'installent sur une légère éminence où les troupes de René les attaquent, sûres de l'emporter grâce à leur supériorité numérique. Mais elles sont stoppées net par les archers picards de Toulongeon et la mêlée tourne à la plus grande confusion. En une heure à peine, l'affaire est achevée. C'est la débandade dans les rangs lorrains, qui sont taillés en pièces. Barbazan est tué (plus tard, il sera enterré à Saint-Denis, « la nécropole des rois », sur ordre de Charles VII), Baudricourt prend la fuite (lui qui avait donné un cheval et une escorte à Jeanne d’Arc deux ans plus tôt afin qu’elle puisse se rendre à Chinon).
Le duc René lui-même tombe entre les mains de Toulongeon ; le duc de Bourgogne l'accueillera dans ses prisons de Dijon jusqu'en avril 1437.
Antoine de Vaudémont se croit vainqueur, mais il ne peut prendre la tête du duché de Lorraine face à l'opposition du roi Sigismond de Luxembourg. Dix mois plus tard, René est libéré sur parole sans que le problème de sa rançon soit réglé. Après un second séjour en prison, le montant de sa rançon est établi à 400 000 écus. Il a en définitive sauvé son héritage et demeure maître de la situation. Il négocie avec Antoine de Vaudémont : la fille de René, Yolande, épousera Ferri de Vaudémont.
Pourtant, la Lorraine n'est déjà plus la préoccupation première du duc René Ier.
En 1434, la mort de son frère aîné le fait duc d'Anjou, comte de Provence, roi de Sicile et de Jérusalem. Il hérite par conséquent des rêves italiens de ses ancêtres (voir René Ier de Naples) et installe sa cour à Aix-en-Provence, où la postérité gardera de lui l'image du Bon Roi René.